# Извори за българската етнография
„Извори за българската етнография“ е издание на Българската академия на науките (БАН), посветено на етнографски проблеми на Македония. 
- Том 1: Из българския възрожденски печат
- Том 2: Из българския следосвобожденски печат 1878 – 1900
- Том 3: Етнография на Македония
- Том 4: Из българския следосвобожденски печат 1900 – 1912
- Том 5: Българи бежанци и етнокултурни традиции XIX-XX век